# Dries Wouters
Dries Wouters (Tongeren, 28 gennaio 1997) è un calciatore belga, centrocampista o difensore del Lommel.

## Caratteristiche tecniche
È un difensore centrale.

## Carriera

### Club
Cresciuto nelle giovanili del Genk, ha esordito il 9 maggio 2015 in occasione del match di campionato vinto 3-2 contro lo Zulte Waregem.

### Nazionale
Ha giocato nell'under-17 e nell'under-19 belga.

## Palmarès

### Club

#### Competizioni nazionali
- Campionato belga: 1

Genk: 2018-2019
- Coppa del Belgio: 1

Genk: 2020-2021
- Supercoppa del Belgio: 1

Genk: 2019